# Colletes skorikowi
Colletes skorikowi är en biart som beskrevs av Noskiewicz 1936. Colletes skorikowi ingår i släktet sidenbin, och familjen korttungebin. Inga underarter finns listade i Catalogue of Life.